# (2553) Viljev
(2553) Viljev (1979 FS2; 1940 CK; 1954 UA1; 1956 AU; 1968 HT; 1978 EV1; A899 PG) ist ein ungefähr 14 Kilometer großer Asteroid des äußeren Hauptgürtels, der am 29. März 1979 vom russischen (damals: Sowjetunion) Astronomen Nikolai Stepanowitsch Tschernych am Krim-Observatorium (Zweigstelle Nautschnyj) auf der Halbinsel Krim (IAU-Code 095) entdeckt wurde.

## Benennung
(2553) Viljev wurde nach dem Astronomen Michail Anatoljewitsch Wiljew (1893–1910) benannt, der theoretische Untersuchungen zur Himmelsmechanik durchführte.